# Нермин Гаскич
Нермин Гаскич (босн. Nermin Haskić; нар. 27 червня 1989, Бановичі) — боснійський футболіст, нападник клубу «Вележ».
Виступав, зокрема, за клуби «Кошиці» та «Жиліна».

## Клубна кар'єра
Народився 27 червня 1989 року в місті Бановичі. Вихованець футбольної школи клубу «Будучност» (Бановичі).
У дорослому футболі дебютував 2008 року виступами за команду клубу «Будучност» (Бановичі), в якій провів три сезони, взявши участь у 28 матчах чемпіонату.
Згодом з 2011 по 2013 рік грав у складі команд клубів «Сараєво» та «Вождовац».
Своєю грою за останню команду привернув увагу представників тренерського штабу клубу «Кошиці», до складу якого приєднався 2013 року. Відіграв за кошицьку команду наступні два сезони своєї ігрової кар'єри. Більшість часу, проведеного у складі «Кошиці», був основним гравцем атакувальної ланки команди.
2015 року уклав контракт з клубом «Жиліна», у складі якого провів наступні два роки своєї кар'єри гравця.  У складі «Жиліни» був одним з головних бомбардирів команди, маючи середню результативність на рівні 0,43 голу за гру першості.
Протягом 2017—2018 років захищав кольори клубів «Подбескідзе» та «Ружомберок».
До складу клубу «Раднички» (Ниш) приєднався 2018 року. Відіграв за команду з Ниша 52 матчі в національному чемпіонаті. У сезоні 2018/19 став найкращим бомбардиром чемпіонату.
У грудні 2019 року перейшов до японського клубу «Омія Ардія».
У січні 2022 року Нермин повернувся на батьківщину, де виступає за команду «Вележ».

## Виступи за збірну
2011 року дебютував в офіційних матчах у складі національної збірної Боснії і Герцеговини.

## Титули і досягнення
- Володар Кубка Словаччини (1):

«Кошиці»: 2013-2014
- Володар Кубка Боснії і Герцеговини (1):

«Вележ»: 2021-2022
- Найкращий бомбардир Чемпіонату Сербії (1):

«Раднички»: 2018-2019